# Рабс-ан-дер-Тайя
Рабс-ан-дер-Тайя (нем. Raabs an der Thaya) — город в Австрии, в федеральной земле Нижняя Австрия.
Входит в состав округа Вайдхофен. Население на 1 января 2014 года составляет 2704 человека. Площадь — 134,65 км².

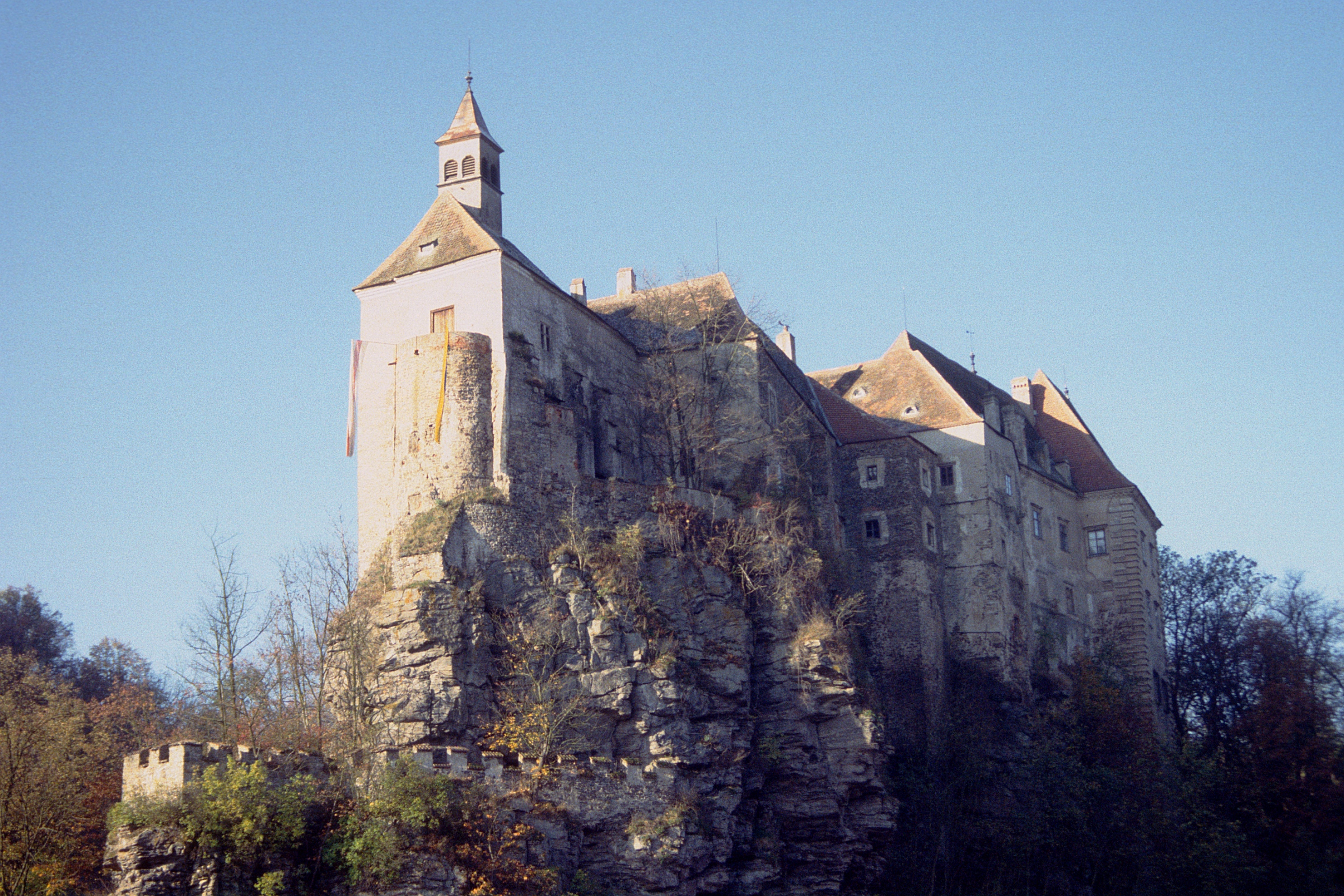
Замок Рабс-ан-дер-Тайя

## Значение
Австрия в чешско-словацкой подгруппе западнославянских языков называется сходным образом как раз благодаря этому городу: в чешском языке — «Ракоуско» (чеш. Rakousko), а в словацком — «Ракуско» (словац. Rakúsko). Территория Австрии была названа «Ракуш» (Rakuš) или «Ракус» (Rakús) по названию пограничного укрепления Ратгоз (Ratgoz), где сегодня располагается Рабс-ан-дер-Тайя (по другой версии, и «Раабс», и «Рак(о)уско» происходят от корня rātgōz- — так могли звать одну из местных дворянских семей (rāt — «читать, советовать, догадываться», gōz — германское фамильное окончание)). Это был первый достаточно большой город, который встречался после пересечения границы в этом направлении. Самое старое упоминание чешского названия этого места приводит Козьма Пражский в своей латинской хронике.

## Персоналии
- Шварц, Штефан (1851—1924) — австрийский скульптор, медальер, профессор Академии художеств в Вене.